# 黄山茶林场
黄山茶林场是由中華人民共和國上海市管轄的一塊飛地，位于安徽省黃山市黄山区谭家桥镇。

## 历史
黄山茶林场前身是安徽省地方国营黄山茶林场，1965年移交给上海市管理，隶属于上海市农垦局。1966年，安徽黄山林场又划给上海，改名为上海市黄山林场。1968年，上海市黄山林场并入上海市黄山茶林场。当时黄山茶林场面积近60平方公里。从1965年开始，上海知青开始前往黄山茶林场。